# Tiroteo en Uherský Brod
El 24 de febrero de 2015, un tiroteo masivo se produjo en el restaurante Družba en la ciudad de Uherský Brod, República Checa. Nueve personas murieron, entre ellas el pistolero de 62 años de edad, Zdeněk Kovář, y otra persona resultó herida. Uherský Brod se encuentra 300 kilómetros al sureste de la capital checa, Praga. Se convirtió en uno de los dos peores asesinatos en masa en tiempos de paz de la historia del país, junto con el atropello masivo de 1973 cometido por Olga Hepnarová.

## Tiroteo
El tiroteo comenzó a las 12:30 p. m.. El pistolero se precipitó en el restaurante armado con dos pistolas (descritas en algunas fuentes como dos armas cortas, y en otras como una pistola y una escopeta) y disparó un total de 25 disparos. Ocho personas murieron, y una mujer, una camarera del restaurante, quedó gravemente herida con un disparo en el pecho. Alrededor de 20 personas estaban en el restaurante al momento de los disparos. Uno de los clientes se las arregló para escapar, escondiéndose en el baño del restaurante y permaneciendo allí durante casi dos horas antes de ser rescatado por la policía.
De acuerdo con medios de comunicación checos, el pistolero llamó a la estación Prima TV antes de los disparos, alegando que estaba siendo acosado por varias personas y que tenía rehenes que amenazó con matar. El periodista que habló con el hombre armado llamó a la policía, que fueron aunque se alertó de que las personas habían huido de la escena del tiroteo. Los primeros policías que respondieron encontraron al hombre armado en la puerta de entrada y dispararon contra él, evitando su aparente intento de continuar el tiroteo en la calle. El tirador se retiró de nuevo al interior y se puso en contacto con la policía. Durante las negociaciones, afirmaba tener rehenes, aunque la única persona que permanecía viva era la camarera herida. La entrada de la policía al edificio se demoró, pero una vez lograron ingresar el agresor se suicidó inmediatamente.